# Валентин Серов
Валентин Александрович Серов (рус. Валенти́н Алекса́ндрович Серо́в; 19. јануар 1865 - 5. децембар 1911) био је руски сликар и један од водећих портретиста свог доба. Серов је један од зачетника импресионизма у Русији.

## Живот и рад

### Омладина и образовање
Серов је рођен у Санкт Петербургу, син руског композитора и музичког критичара Александра Серова и његове супруге и бивше студенткиње Валентине Серове, такође композитора. Одгајан у уметничком миљеу, родитељи су га подстицали да развија своје уметничке таленте. У детињству је студирао у Паризу и Москви код Иље Рјепина и на Академији уметности у Санкт Петербургу (1880 - 1885) код Павла Чистјакова. Његово рано стваралаштво било је подстакнуто реализмом Рјепина и строгим педагошким системом Чистјакова. Даљи утицај на Серова биле су слике старих мајстора које је посматрао у музејима Русије и западне Европе, пријатељства са Михаилом Врубелом и (касније) Константином Коровином и стваралачка атмосфера колоније Абрамцево, са којом је био блиско везан.

### Рани радови
Највећа дела Серовљевог раног периода били су портрети: Девојка са бресквама (1887) и Девојка покривена сунцем (1888), оба дела су данас у Третјаковској галерији. На овим сликама Серов се концентрисао на спонтаност перцепције модела и природе. Тада су се у његовим радовима појавиле црте раног руског импресионизма (иако Серов још није био свестан дела француских импресиониста у време настанка тих слика).

### Сликање портрета и успех
Од 1890. године портрет постаје основни жанр у Серовљевој уметности. Управо на овом пољу ће постати очигледан његов рани стил, слике које су биле истакнуте по психолошки истакнутим карактеристикама субјеката. Серовљеви омиљени модели били су глумци, уметници и писци, као што су Константин Коровин (1891), Исак Левитан (1893), Николај Љесков (1894) и Николај Римски-Корсаков (1898). Све слике су данас у Третјаковској галерији.
Истовремено је развио контрастни правац: често је стварао интимне, искрене, коморне портрете, углавном деце и жена. На портретима деце Серов је тежио да ухвати позу и гест, да открије и нагласи спонтаност унутрашњег покрета, искрену чистоћу и јасноћу става детета (Деца, 1899, Руски музеј; Мика Морозов, 1901, Третјаковска галерија. Од 1890. до 1900. Серов је направио многе пејзажне композиције на сеоске теме, у којима је уметнички правац добио романтичан заокрет.

### Брак и породица
Серов се оженио Олгом Трубниковом 1889. године. Његова жена и деца били су тема многих његових дела. Нарочито, његова слика Деца је била његових синова Јуре и Саше. Серов и супруга су имали децу:Олгу, Александра (Сашу), Ђорђа (Јуру), Михаила и Антона.

### Касни рад
Последње године Серовљевог живота обележила су дела на теме из класичне митологије . Осврћући се на слике из античке традиције, Серов је класичну тематику обогатио личним тумачењема.

### Смрт
Серов је умро у Москви 5. децембра 1911. од акутног облика ангине која је на крају довела до срчаног застоја, који је завршио срчаном инсуфицијенцијом због тешких компликација. Сахрањен је на гробљу Донское. Совјети су ексхумирали његове посмртне остатке и поново сахранили на Новодевичјем гробљу .

## Наслеђе
Најбоља дела Серова спадају у највеће дела руског реализма. Предавао је у Московској школи за сликарство, вајарство и архитектуру од 1897. до 1909. године), а међу његовим ученицима били су Павел Кузњецов, Н. Н. Сапунов, Мартирос Сарјан, Кузма Петров-Водкин, Н. П. Уљанов и Константин Јуон.
Изложба одабраних радова радова Серова из 2016. у Третјаковској галерији у Москви привукла је рекордан број људи који су чекали сатима на ниским температурама. Након посете руског председника Владимира Путина, број посета је нарастао до те мере да су демолирана једна од врата музеја. Министар културе Русије Владимир Медински наредио је да се изложба  и радно време галерије  продуже, а постављена је  кантина која ће људима који су стајали у редовима обезбедити кашу од хељде и топли чај.
Мала планета, 3547 Серов, коју је открила совјетска астрономка Људмила Журављова 1978. године, названа је по њему.

## Галерија
- Девојчица са бресквама (1887), слика која је инаугурисала руски импресионизам
- Јорговани у вази (1887)
- Портрет Исака Левитана (1893)
- Портрет Николаја Римског-Корсакова (1898)
- Портрет сина Маргарите Морозове Мике (1901)
- Портрет принцезе Зинаиде Јусупове (1900-1902)
- Портрет цара Николаја II (1902)
- Купање коња (1905)
- Портрет Максима Горког (1905)
- Портрет Хенријете Хиршман (1907)
- Портрет Ивана Морозова (1910)
- Силовање Европе (1910)
- Портрет Иде Рубинштајн (1910)
- Одисеј и Наусикаја (1910)
- Портрет кнегиње Олге Орлове (1911)
- Портрет Ане Беноа, жене Александра Беноа (1908)
- Портрет Марије Акимове (1908)